# TEE Gottardo

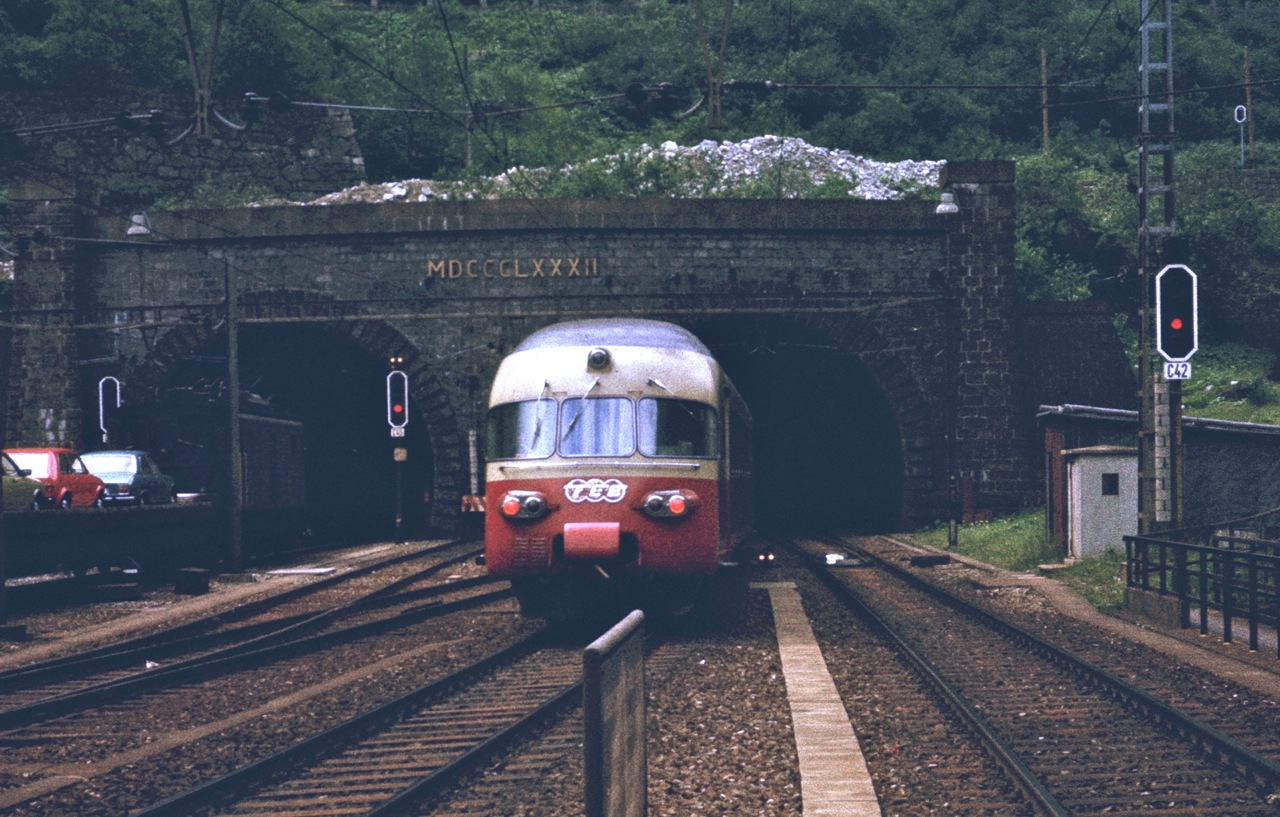
TEE Gottardo pénétrant dans le tunnel du Gothard par le portail nord à Göschenen en 1979

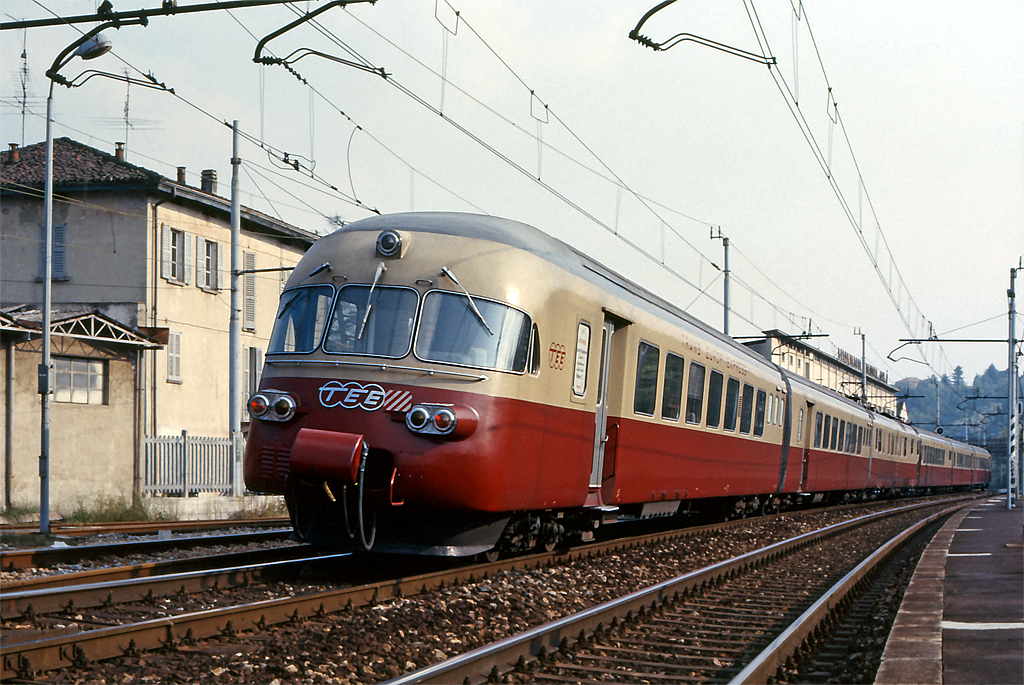
TEE 57 Gottardo (RAe TEE II 1051), traversant la gare de Cantù-Cermenate, le 22 mai 1988

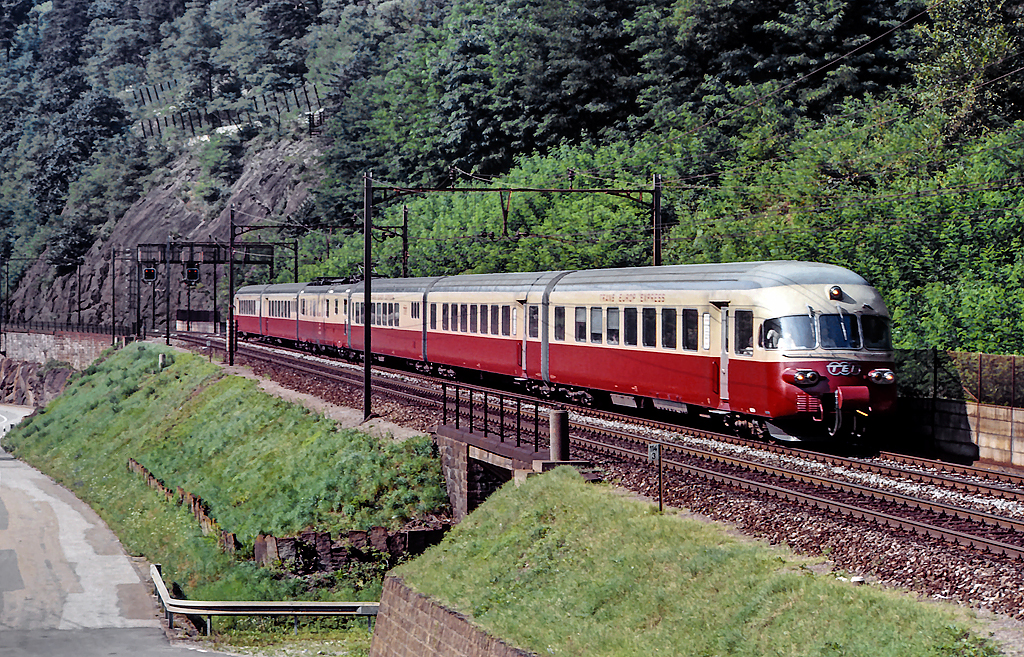
Lavorgo : le RAe TEE II 1051 assure le TEE 57 Gottardo, le 18 août 1988, à un mois de son retrait du pool TEE

Le TEE Gottardo était un train de la catégorie des Trans-Europ-Express (TEE) qui reliait Zurich à Milan via le tunnel du Gothard, entre 1961 et 1988. Il doit son nom au massif du Saint-Gothard qu'il traverse de part en part.

## Historique

### Itinéraire et points d'arrêts
- 1er juillet 1961 : Zürich HB – Lugano – Côme S. Giovanni – Milano C ;
- 30 mai 1965 : itinéraire prolongé dès/jusqu'à Bâle SBB ;
- 1er juin 1969 : limité à Zürich HB dans le sens sud – nord ;
- 26 mai 1974 : itinéraire prolongé en été jusqu'à Gênes P. P. et Gênes-Brignole ;
- 27 mai 1979 : itinéraire prolongé pour cet été jusqu'à Gênes P. P. ;
- 23 mai 1982 : itinéraire limité à Zürich HB – Lugano – Como S. Giovanni – Milano C, comme à l'origine ;
- 2 juin 1985 : arrêt supplémentaire à Bellinzone ;
- 31 mai 1987 : prolongé de/jusqu'à Zürich Flughafen ;
- 24 septembre 1988 : dernier jour de circulation du TEE Gottardo.

### Matériel roulant
Durant toute son exploitation, le TEE Gottardo fut assuré par des RAe TEE II, d'abord à cinq éléments, puis à six éléments après leur transformation dès 1966.
À l'origine, une rotation fut mise en place, conjointement avec les TEE Cisalpin et Ticino :
- 1er jour : 
  -  Gottardo : Zürich HB – Milano C
  -  Cisalpin : Milano C – Paris-Gare de Lyon
- 2e jour :
  -  Cisalpin : Paris-Gare de Lyon – Milano C
- 3e jour :
  -  Ticino : Milano C – Zürich HB
  -  Ticino : Zürich HB – Milano C
  -  Gottardo : Milano C – Zürich HB
- 4e jour : entretien à Zurich.

À la suite de l'accident du TEE Cisalpin le 5 octobre 1962, une des quatre rames fut gravement avariée, et durant la longue remise en état du train (près d'un an et demi), les CFF firent le pari de tenir le service sans effectuer l'entretien initialement prévu un jour sur quatre à Zurich. Et contre toute attente, ce pari fut gagné : pas une seule panne irréparable n'entrava l'exploitation !
Dès le 26 mai 1974, le Ticino disparait de la grille-horaire, et le Cisalpin est désormais assuré par une rame tractée composée de voitures Mistral 1969. Le tournus se fera conjointement avec les  TEE Edelweiss (Zürich HB ↔ Amsterdam CS) et Iris (Zürich HB ↔ Bruxelles-Midi).

### Numérotation
- Du 1er juillet 1961 au 25 mai 1963 : 
  - ZM2 Zurich – Chiasso ; 695 Chiasso – Milan
  - 696 Milan – Chiasso ; MZ3 Chiasso – Zurich
- Du 26 mai 1963 au 27 mai 1967 :
  - 82 Zurich – Chiasso ; 695 Chiasso – Milan
  - 696 Milan – Chiasso ; 87 Chiasso – Zurich
- Du 28 mai 1967 au 22 mai 1971 :
  - 89 Zurich – Milan
  - 90 Milan – Zurich
- Du 23 mai 1971 au 1er juin 1985 :
  - 59 Zurich – Milan
  - 58 Milan – Zurich
- Du 2 juin 1985 au 24 septembre 1988 :
  - 57 Zurich – Milan
  - 58 Milan – Zurich

### Restauration
- 1er juillet 1961 – 30 mai 1964 : assurée par la Compagnie suisse des wagons-restaurants (SSG)
- 31 mai 1964 – 27 septembre 1969 : assurée par la Compagnie des wagons-lits (CIWL)
- 28 septembre 1969 – 24 septembre 1988 : assurée par la Compagnie suisse des wagons-restaurants (SSG)

## L'après-TEE

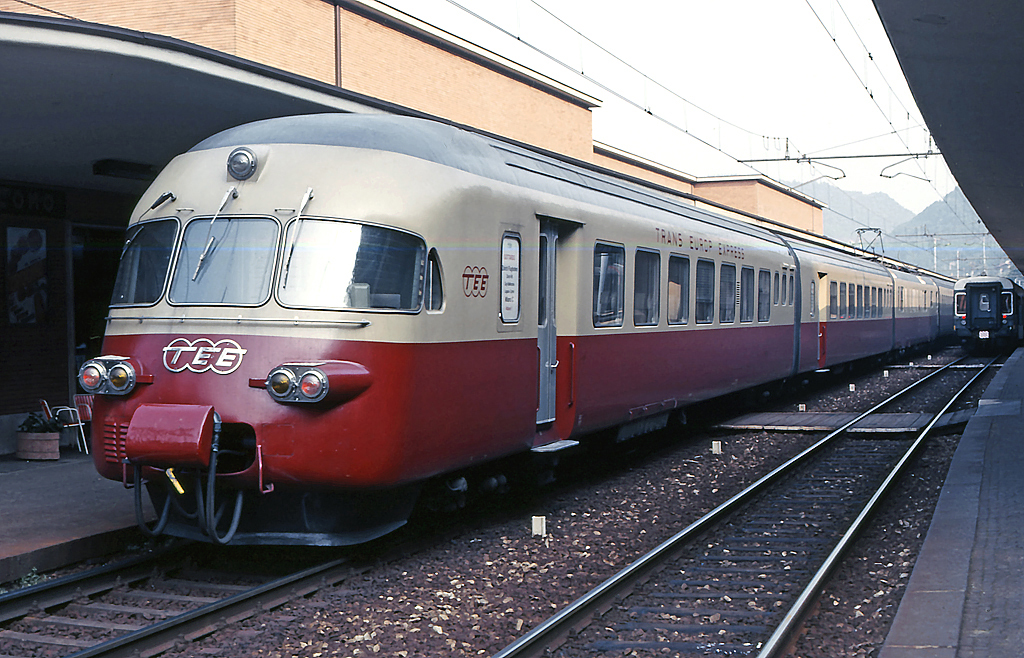
Train électrique RAe 1053 stationné à Como S.Giovanni sous le nom de TEE 57 "Gottardo 57" (Zurich HB- centre de Milan).

Le 24 septembre 1988, le Gottardo perdit son label TEE et fut remplacé dès le lendemain par une RABe EC (RAe TEE II rénovée), comprenant des places assises de 1e et 2e classe ; c'était désormais l'EuroCity Gottardo.
Au 29 mai 1995, il fut reclassifié en InterCity, et dès lors composé de 1 WRm UIC-X, 1 Apm EC, 1 Apm Pano EC et 3 Bpm EC, suivies d'une tranche de VU IV avec D VU II pour le service interne suisse.  Puis, le 1er juin 1997, les ETR 470 Cisalpino s'approprièrent les relations diurnes à travers le Gothard ; le Gottardo devint un EuroNight, avant de perdre son nom sans raison apparente dès le 18 mai 2003. Le nom de Gottardo fut encore attribué pendant une année à un EuroCity, dès le 13 décembre 2009.